# Ciepłowo
Ciepłowo – wieś w Polsce położona w województwie wielkopolskim, w powiecie konińskim, w gminie Wierzbinek.
W latach 1975–1998 miejscowość należała administracyjnie do województwa konińskiego.
Etymologia nazwy wsi wywodzi się od słowa ciepły.
Urodził się tu Kazimierz Klimczak – pułkownik WP, uczestnik kampanii wrześniowej, żołnierz Armii Krajowej, uczestnik powstania warszawskiego.